# ティニアン (護衛空母)
|           |                                     |
| 艦歴      |                                     |
| 発注:     |                                     |
| 起工:     | 1945年3月20日                       |
| 進水:     | 1945年9月5日                        |
| 就役:     | 未就役                              |
| 退役:     |                                     |
| その後:   | 1971年12月5日にスクラップとして売却 |
| 除籍:     | 1970年6月1日                        |
| 性能諸元  |                                     |
| 排水量:   | 11,400 トン                         |
| 全長:     | 557.1 ft (169.8 m)                  |
| 全幅:     | 75 ft (22.9 m)                      |
| 吃水:     | 32 ft (9.8 m)                       |
| 機関:     |                                     |
| 最大速:   | 19ノット (35 km/h)                  |
| 航続距離: |                                     |
| 乗員:     |                                     |
| 兵装:     |                                     |
| 搭載機:   |                                     |

ティニアン (USS Tinian, CVE-123) は、アメリカ海軍の護衛空母。コメンスメント・ベイ級航空母艦の19番艦。艦名はティニアン島に因んで命名された。

## 艦歴
ティニアンは1945年3月20日にワシントン州タコマのトッド造船所で起工した。1945年9月5日にグレース・L・ウッズによって進水し、1946年7月30日に海軍に引き渡された。
ティニアンは就役することなく、太平洋予備役艦隊、ワシントン州タコマの第19艦隊に配属された。1955年6月12日に CVHE-123（護衛ヘリ空母）に艦種変更され、1958年6月9日にサンディエゴに曳航され南桟橋に停泊した。1959年5月に AKV-23（貨物航空機運搬艦）に再変更された。
ティニアンは1970年6月1日までサンディエゴの予備役艦隊で保管され、除籍後は1971年12月15日にカリフォルニア州サンノゼのレヴィン・メタルズ社にスクラップとして売却された。